# Crise do século XIV

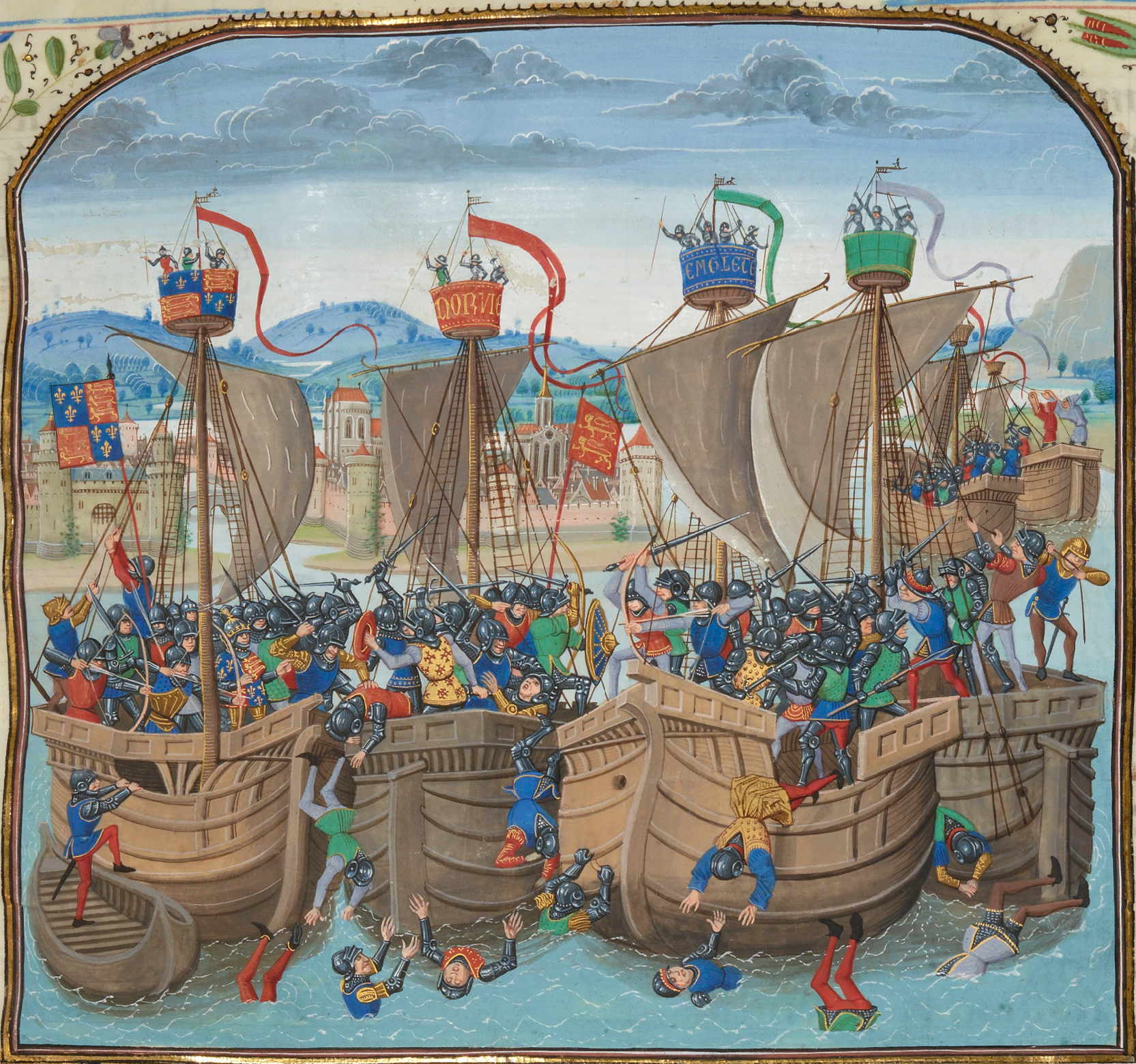
A Guerra dos Cem Anos acentuou a penúria europeia. Cena da Batalha de Sluys.

A crise do século XIV designa uma série de eventos ocorridos ao longo dos séculos XIV e XV que deterioraram o crescimento e prosperidade que a Europa havia desenvolvido desde o começo da Baixa Idade Média. O colapso demográfico, a instabilidade política e as revoltas religiosas estão na origem das crises que provocaram alterações profundas em todas as áreas da sociedade.
Com essa crise iniciou-se também a decadência das universidades e escolas medievais e, por conseguinte, o progresso científico que estava florescendo. A medicina desviou-se da prática metodológica para ceder às superstições e medos que se deram com a Peste e a Grande Fome. A cultura de higiene que havia se disseminado através dos monges herbalistas se extingue e a medicina atribui a causa da peste à água que se tornou cada vez mais escassa em seu estado potável devido às fortes chuvas.
Causada por diversos motivos, a crise teve origem na época em que não havia novas terras a serem ocupadas, fazendo com que a produção não crescesse, uma vez que no sistema feudal uma maior produção significava anexar novas terras. Com a produção estagnada e uma população maior, a fome se espalhou pela Europa. Além disso, a destruição das florestas e do meio ambiente ocorrida durante o século XII causou sérias mudanças climáticas, como por exemplo, severas chuvas. A Europa devastada pela fome, estava mais vulnerável a doenças como a Peste negra. Para agravar a situação existiam constantes guerras, a mais conhecida foi a Guerra dos Cem Anos. Tudo isto causou uma grande queda demográfica. Como havia menos pessoas para trabalhar, os nobres impuseram uma maior carga de trabalho sobre os camponeses, o que gerou revoltas populares como a Jacquerie e a Revolta camponesa de 1381.

## Crise de 1383—1385 em Portugal
Em Portugal a crise não era apenas demográfica e económica, mas também uma crise de sucessão (a crise de 1383-1385). D. Fernando faleceu, deixando como sua única herdeira, Beatriz, de Portugal, casada com João I de Castela. Se fosse nomeada para governar Portugal, o reino corria sérios riscos de perder a sua independência, uma situação que não agradava a parte da população. Deste modo, as opiniões dividiram-se: por um lado o povo, a baixa nobreza e a burguesia que apoiavam o Mestre de Avis, (que viria a tornar-se o futuro João I de Portugal) e a independência de Portugal, por outro, parte da nobreza e clero apoiavam Dona Beatriz.
Depois de Mestre de Avis ter assassinado o Conde Andeiro e se ter autoproclamado Rei, tiveram lugar várias batalhas entre portugueses e castelhanos, sendo os exércitos portugueses comandados por D. Nuno Álvares Pereira e obtendo vitórias (por exemplo, na Batalha dos Atoleiros). Mas só nas Cortes de Coimbra é que o Mestre de Avis, defendido por D. João das Regras, foi aclamado publicamente Rei de Portugal, D. João I, tendo assim dando inicio à Dinastia de Avis.

## A peste negra

Propagação da peste na Europa.

Em Portugal a Peste Negra entrou em 1348. Alguns historiadores dizem que os primeiros casos se registaram na primavera, mas outros garantem que foi só em setembro[carece de fontes?]. De qualquer forma sabe-se que foi uma espécie de "praga–relâmpago" propagando-se por quase toda a Europa muito rapidamente. Até ao Natal, matou muito mais do que metade da população portuguesa, e depois desapareceu, e foi exatamente assim no resto da Europa. Como naquela época a medicina estava muito pouco desenvolvida, as pessoas pensavam que a peste era um castigo enviado por Deus. Na altura organizavam-se várias penitências, e os cristãos tentavam proteger-se usando estampas e relíquias de santos como São Sebastião e São Roque. A peste causou também uma escassez de mão-de-obra, pioneiramente elevando o nível das negociações de trabalho a favor dos camponeses.
Os físicos (médicos da altura) deram explicações mais racionais para a doença, mas nunca descobriram que a origem estava numa bactéria existente nos estômagos das pulgas dos ratos. Muitos físicos recusavam-se a visitar os pacientes, mas outros mais corajosos procuravam levar algum conforto à cabeceira dos pestilentos. Para evitarem o contágio usavam um traje especial. A única medida aconselhada era limpar o corpo com vinagre, mas a maior parte dos tratamentos era simples e mudavam de país para país. A peste negra foi se alastrando por toda a Europa atingindo até os mais ricos. A peste negra é também conhecida como peste bubônica.

## "Fome monetária"
A escassez de moedas (quando voltou a ser fonte de riqueza) também foi um fator importante na crise do século XIV. Causada pelo comércio de mão única, onde os comerciantes europeus compravam do oriente e vendiam na Europa, as moedas de metais preciosos ficaram escassas, criando uma situação de crise. Felipe, o Belo, rei da França, tentou amenizar a crise ao misturar outros metais às moedas. Esse fato foi percebido pelos comerciantes que aumentaram os preços dos produtos, aumentando ainda mais a inflação com as mortes provocada pela fome, pela peste e pela guerra dos cem anos, começou a faltar mão de obra nos campos, a produção agrícola diminuiu, acarretando prejuízos para a nobreza. Para compensar suas perdas, a nobreza aumentou o controlo sobre os camponeses tributos pagos por eles. Os camponeses, por sua vez, reagiam incendiando colheitas, fugindo e promovendo revoltas. Exemplos dessas importantes revoltas foram a Jacquerie, na França (1358), e a Revolta de Wat Tyler, na Inglaterra (1381).
Jacquerie é, na verdade, o nome da série de revoltas que explodiram na proximidades de Paris e no interior da França, ao mesmo tempo. Os milhares de camponeses que delas participavam incendiaram castelos mataram muitos nobres. Estes reagiram e, de posse de melhores armas e de treinamento militar, sufocaram a revolta, massacrando os rebeldes. Quanto à Revolta de 1381, cerca de 10 mil camponeses ingleses, liderados por Wat Tyler, se dirigiram a Londres e exigiram do rei Ricardo II o fim da servidão e a diminuição de impostos pagos por eles. Na presença dos rebeldes, o rei concordou, mas em seguida, voltou atrás e se uniu aos nobres, arrasando as aldeias camponesas. Embora tenham sido massacradas pelos exércitos do rei e da nobreza, essas revoltas contribuíram para o enfraquecimento do feudalismo na Europa ocidental.